# Jan Grossarth
Jan Grossarth (* 6. Dezember 1981 in Heidelberg) ist ein deutscher Wissenschaftsjournalist, Hochschullehrer und Autor. Seit 2021 ist er Professor für Bioökonomie und Zirkulärwirtschaft an der Hochschule Biberach.

## Leben

### Ausbildung
Grossarth wuchs in Osnabrück auf, wo er bis zum Abitur das Gymnasium Carolinum besuchte. Er absolvierte ein Studium der Volkswirtschaftslehre an der Ludwig-Maximilians-Universität München. 2018 promovierte Grossarth bei Gunther Hirschfelder an der Universität Regensburg mit einer kulturwissenschaftlichen Arbeit über die Metaphern in agrarpolitischen Diskursen zum Dr. phil.

### Berufliche Stationen
Während der Studienzeit arbeitete er für vier Jahre als freier Mitarbeiter beim Lokalteil der SZ in München. 2008 wurde er Volontär bei der FAZ. Von 2010 bis 2019 war er dort Redakteur im Wirtschaftsressort.
In dieser Zeit veröffentlichte er mehrere Bücher: 2011 erschien ein Reisebericht über sogenannte Aussteiger in Buchform. Ab 2013 verantwortete er die FAZ-Reportageseite „Menschen und Wirtschaft“. 2016 veröffentlichte Grossarth den Reportageband Vom Land in den Mund, in dem er das Spannungsfeld moderner Nahrungsproduktion zwischen emotionalen Verbraucherwünschen, ökologischen Grenzen und ökonomischen Realitäten schildert. 2019 erschien der von ihm herausgegebene wissenschaftsjournalistische Band Future Food. Die Zukunft der Welternährung, in dem Journalisten und Wissenschaftler die Möglichkeiten und Grenzen der zukünftigen Welternährung ausloten. Die Recherchen basieren auf einem journalistischen Langzeitprojekt, das er 2018 für die Frankfurter Allgemeine Zeitung und das European Journalism Centre in Maastricht koordinierte.
Im Mai 2019 wurde Grossarth beim Statistischen Bundesamt Projektleiter für den Aufbau eines Newsrooms. Er veröffentlichte weiter als freier Autor Texte in Zeitungen. Im November 2019 wurde er Leiter des Medien- und Kommunikationsstabes im Bundeslandwirtschaftsministerium.
Diese Position verließ Grossarth zum 1. April 2020. 2021 erhielt er einen Ruf der Hochschule Biberach. Seine Professur ist an der Fakultät für Architektur angesiedelt. Sie befasst sich mit der Verbindung nachwachsender oder wiederverwendeter Rohstoffe mit der baulichen Nutzung. In der Bioökonomie sieht er „eine Chance, Nachhaltigkeit nicht überwiegend mit Verzicht zu verbinden, sondern mit Technik und Innovation“. Von 2021 bis 2023 war er zudem an der Ludwig-Maximilians-Universität München wissenschaftlicher Mitarbeiter im Forschungsprojekt „Vorsorge und Innovation als bioethische Prinzipien in der Bioökonomie“.
Er ist seit 2021 Jurymitglied des Deutschen Journalistenpreises.

### Sonstiges
Grossarth ist ein Sohn des Medizinsoziologen Ronald Grossarth-Maticek.

## Wirken

### Buch über Aussteiger (2011)
Die Reisereportage „Vom Aussteigen und Ankommen“ (2011) fand Resonanz. Sie regte Fernsehdokumentationen in ZDF, 3sat oder Spiegel TV über einzelne darin vorkommende Aussteiger wie den Selbstversorger Gottfried an. Zahlreiche wissenschaftliche Arbeiten erwähnen das Buch exemplarisch für populäre Schriften der frühen 2010er Jahre über die Sehnsucht nach einem freieren Leben. Der Autor blicke aus „eher bürgerlich-konservative Perspektive“, jedoch mit „zahlreichen Inspirationen“, heißt es rückblickend bei Jochen Dallmer. Das Schlosstheater Moers führte die Texte des Werkes 2013 als szenische Bühnenlesung mit Frank Wickermann auf. Grossarth Beitrag über den historischen Aussteiger August Engelhardt erschien rund drei Jahre vor Christian Krachts Roman Imperium über selbigen und wird mit dessen Entstehung in Zusammenhang gebracht.

### Debatte über industrielle und bäuerliche Landwirtschaft (2016)
Das erzählerische Sachbuch „Vom Land in den Mund“ (2016) stößt auf gemischte Kritik. Dass Grossarths Position zum Konflikt von industrieller und bäuerlicher Landwirtschaft „differenziert“ und „auf Ausgleich bedacht“ ist, wird gelobt, andererseits bemängelt. Das Buch erschien in zweiter Auflage in der Schriftenreihe der Bundeszentrale für politische Bildung.

Im Deutschlandfunk erklärte Grossarth, nach welchem Maßstab er die Agrarfrage beurteile:
„Für mich ist das entscheidende Wort Vielfalt und eben nicht Raps bis zum Horizont oder Mais bis zum Horizont. Wir brauchen sie, weil sie uns gut tun, weil wir ein ästhetisches Empfinden haben und die Atmosphären dieser Landschaften eine Wirkung auf uns haben. Und monotone Landschaften wirken deprimierend und vielfältige Landschaften, die eigentlich diesen Begriff Landschaft verdient haben nur, wo man mal Obstwiesen hat, Obstbäume, alten Baumbestand, Abwechslung, Variation machen fröhlich, melancholisch oder geben uns das Gefühl, dass wir irgendwie in dieser Landschaft, in dieser Natur uns wohl fühlen können. Und ich meine, dass das auch ein Kriterium sein sollte für industrielle Nahrungserzeugung.“ Jan Grossarth, Deutschlandfunk Kultur, 30.4.2016
Für seine laut der Jury „oft poetischen Beiträge[n]“ darüber, wie „Politiker, Umweltaktivisten, aber auch manche Großbauern den Blick für das Wichtige verlieren“, erhält er 2017 den Ludwig-Erhard-Förderpreis. Seine 2019 erschienene Dissertation setzt sich mit metaphorischen Krisenbeschreibungen industrieller Landwirtschaft als „Vergiftungs“-Geschehen auseinander. Der Rezensent Friedemann Schmoll nennt sie einen „wichtige[n] Beitrag zur Kulturgeschichte der Natur und dem Gewicht von Gift im Sprach- und Bildgedächtnis.“

### Welternährung der Zukunft (2019)
Grossarths Vorstellung für die künftige Welternährung ist die einer zirkulären Bioökonomie, in der Pflanzennährstoffe technisch in Kreisläufen geführt werden. Nach Erscheinen seines Buches Future Food (2019) war Grossarth hierzu vielfach Gesprächsgast und Vortragsredner. Er war auch wissenschaftlicher Berater der Ausstellung Future Food – Essen für die Welt von Morgen im Deutschen Hygienemuseum Dresden (2020–2021). Für den Abschlussbericht der Sonderinitiative Eine Welt ohne Hunger des Bundesministeriums für wirtschaftliche Zusammenarbeit verfasste er 2022 mehrere Leitartikel. Als eine versöhnende „Friedensbrücke“ beider agrarischer Welten – der agrarischen und bioökonomisch-industriellen – beschreibt Grossarth selbst 2022 sein Lehrgebiet als Professor, die Bioökonomie.

## Ehrungen und Auszeichnungen
- 2019 Georg von Holtzbrinck Preis für Wissenschaftsjournalismus, Shortlist[61]
- 2017 Ludwig-Erhard-Förderpreis für Wirtschaftspublizistik[62]
- 2016 Nominiert im Bereich Wirtschaft in überregionalen Printmedien beim Ernst-Schneider-Preis[63]
- 2014 Salus Medienpreis, Sonderpreis
- 2013 Nominiert für den besten Essay beim Deutschen Reporterpreis[64]
- 2012 Bernd-Tönnies-Preis für Tierschutz in der Nutztierhaltung für den Artikel Im Gespräch mit Peter Wesjohann: Den Menschen fehlt einfach das Geld fürs Bio-Huhn
- 2011 Medienpreis Politik des Deutschen Bundestages[65] für den Artikel Die Putenministerin
- 2011 Nominierung und lobende Erwähnung beim Deutschen Reporterpreis[66]
- 2010 Ernst-Schneider Preis, Förderpreisträger
- 2009 Axel-Springer-Preis für junge Journalisten[67] (Print Kategorie Überregionale/Nationale Beiträge) für den Artikel Und vergib uns unsere Kohlenstoffschuld
- 2008 Katholischer Pressebund, Antonius-Funke-Preis
- 2008 Hessischer Journalistenpreis (2. Platz) für den Artikel Das ist Freiheit

## Veröffentlichungen
- Vom Aussteigen und Ankommen. Besuche bei Menschen, die ein einfaches Leben wagen. Riemann Verlag, München 2012, ISBN 978-3-570-50123-8.
- Nord & Süd: Leben, Arbeit, Wirtschaft in Südtirol (Hg.). Edition Raetia, Bozen 2015, ISBN 978-88-7283-541-8.
- Vom Land in den Mund. Warum sich die Nahrungsindustrie neu erfinden muss. Nagel & Kimche Verlag, Zürich 2016, ISBN 978-3-312-00692-2.
- Heidelbeeren aus der Oberpfalz in: Nadja Mayer (Hrsg.): Nichts wie raus! Geschichten vom Glück im Grünen. Insel Verlag, Berlin 2016, ISBN 978-3-458-36145-9.
- Die Vergiftung der Erde, Metaphern und Symbole agrarpolitischer Diskurse seit Beginn der Industrialisierung. Campus Verlag, Frankfurt/New York 2018, ISBN 978-3-593-50881-8 (zugleich Dissertation Universität Regensburg)
- Future Food. Die Zukunft der Welternährung WBG Theiss Verlag, Darmstadt 2019, ISBN 978-3-8062-3971-3.
- Heiligenleuchten. Erkundungen (2008-2019). Westfälisches Dampfboot, Münster 2021, ISBN 978-3-89691-062-2.
- Heilsam bis tödlich: Ein bewusstseinserweiternder Streifzug durch die vergessene Welt der Giftpflanzen. Knesebeck, München 2022, ISBN 978-3-95728-569-0.
- Bioökonomie und Zirkulärwirtschaft im Bauwesen. Eine Einführung. Springer Vieweg, Wiesbaden 2024, ISBN 978-3-658-40197-9.
- Bioeconomy of Buildings: From Resource Flows to Meanings. Springer, Cham 2025. ISBN 978-3-031-84013-5.
- Les plantes toxiques: Une histoire insolite. Éditions du Rouergue, Arles 2025. ISBN 978-2812627804.